# NURO 光
NURO 光（ニューロひかり）は、ソニーネットワークコミュニケーションズのインターネットサービスプロバイダ事業「So-net」のネットワーク基盤「NUROネットワーク」を使った個人向けのインターネット接続サービス。
So-netのインターネット接続サービスプラン「NURO 光コース」として、2013年4月15日から受付を開始。2021年1月からは、So-netとは別のサービスブランドとして独立。個人宅向け商用FTTHサービス市場で、世界最速の下り最大10ギガ (G) ビット毎秒 (bps) を実現している。
法人を対象としたNURO bizでも、アクセス回線としてのインターネット接続サービス・他社ネットワーク網との直接接続サービス・広域イーサネットなど幅広いサービスを提供している。

## 特徴
伝送規格としてGPON（NURO 光 G2・G2 V、NUROアクセス スタンダード・プレミアム・エントリー）・XG-PON（NURO 光 10G、NUROアクセス NEXT 10G）・XGS-PON（NURO 光 6Gs・10Gs）を採用し、WAN側から光回線終端装置 (ONU) へ2 Gbps・10 Gbps・6 Gbps/10 Gbpsで提供する。
加入者宅までのアクセス回線は、NTT東日本・西日本の光通信回線設備の余剰分であるダークファイバをNTTから借り受け、シェアドアクセス方式で最大32回線で共有している。
2015年6月1日に、世界初の個人向け10Gbps接続サービスの提供を始める。
2018年1月下旬から、NURO 光 G2・G2 V・G10プランは近畿地方・東海地方にサービス提供地域を広げる。
2018年4月から、上り下りとも最大6 Gbps・10 GbpsのNURO 光 6Gs・10Gsプランの提供を開始する予定であったが、2019年3月下旬以降提供開始に変更された。
2021年9月30日、ロゴを変更した。
2022年9月22日、「NURO光の集団訴訟を検討する」や「法人回線なのにパケット損失率（パケロス）が20％に及んでいる」など、複数の怒りや不満の声がTwitterにて拡散。NURO光はこれまでも通信の不安定さから、たびたびTwitterでトレンド入り。8月中旬には「NURO 光の通信が不安定」「通信速度が遅い」などの報告がTwitterに多数投稿されトレンドにランクイン。以降も、一部のユーザーから「夜になるとパケロスがひどい」「ゲームのダウンロードが遅い」「ビデオ会議が不安定」など不満の声が上がる状況が続いていた。集団訴訟を起こすための協力者も募集しており、このツイートは22日午後3時半時点で1万件以上リツイートされるなど反響が大きく、トレンド入りした一因になった。また、法人向けのSLA回線にもかかわらず、パケット損失率が20％に及んでいると訴えるユーザーの投稿も同じタイミングで拡散されており、同様の状況だと明かすユーザーも複数みられた。

### サービスプラン

#### 個人向け
現在のサービスエリアは首都圏、近畿圏（和歌山県を除く）、東海地方、北海道、中国地方（岡山県・広島県）、九州地方（福岡県・佐賀県）である。個人向けのサービスプランには、帯域保証はない。
2021年7月1日より、従来の『NURO 光 G2』が『NURO 光 G2N』に変更されるとともに、『NURO 光 G2V』が『NURO 光 G2D』と『NURO 光 G2T』の2つに細分化された。
- NURO 光 G2N（下り: 最大 2 Gbps/上り: 最大 1 Gbps）
月額基本料6,100円（2021年6月30日までの『NURO 光 G2』は7,836円）で提供し、解約時に解除料が発生しないコース。
- NURO 光 G2D（下り: 最大 2 Gbps/上り: 最大 1 Gbps）
月額基本料5,700円で提供するコース。2年契約で、更新月以外の中途解約時は解除料10,500円が発生する。
- NURO 光 G2T（下り: 最大 2 Gbps/上り: 最大 1 Gbps）
月額基本料5,200円で提供するコース。3年契約（継続契約時は2年契約）で、更新月以外の中途解約時は解除料10,500円が発生する。

対象地域（上記3プラン共通）：北海道・東京都・神奈川県・埼玉県・千葉県・群馬県・栃木県・茨城県・愛知県・静岡県・岐阜県・三重県・大阪府・兵庫県・京都府・滋賀県・奈良県・岡山県・広島県・福岡県・佐賀県（一部地域を除く）の戸建て、または集合住宅
- NURO 光 for マンション（下り: 最大 2 Gbps/上り: 最大 1 Gbps）
対象地域：北海道・東京都・神奈川県・埼玉県・千葉県・群馬県・栃木県・茨城県・愛知県・静岡県・岐阜県・三重県・大阪府・兵庫県・京都府・滋賀県・奈良県・岡山県・広島県・福岡県・佐賀県（一部地域を除く）の集合住宅
- NURO 光 10G（下り: 最大 10 Gbps/上り: 最大 2.5 Gbps）
対象地域：北海道・東京都・神奈川県・埼玉県・千葉県・愛知県・静岡県・岐阜県・三重県・大阪府・兵庫県・奈良県・福岡県（一部エリアのみ）
- NURO 光 20Gs（下り: 最大 20 Gbps/上り: 最大 20 Gbps）
対象地域：東京都豊島区・港区（一部地域を除く）

下記の2プランは2021年6月30日をもって新規受付を終了している。
- NURO 光 6Gs（下り: 最大 6 Gbps/上り: 最大 6 Gbps）
- NURO 光 10Gs（下り: 最大 10 Gbps/上り: 最大 10 Gbps）
対象地域：北海道・東京都・神奈川県・埼玉県・千葉県・愛知県・静岡県・岐阜県・三重県・大阪府・兵庫県・奈良県・福岡県（一部エリアのみ）

#### 法人向け
法人向けの「NURO biz」のサービスプラン。ソニービズネットワークス株式会社が提供しており、接続サービス以外にも、VPN・広域イーサネット・統合セキュリティ・クラウド・MVNOサービスなどがあるが、NURO 光に相当するサービスのみ紹介する。
- NUROアクセス - アクセス回線の接続サービス
  - スタンダード - 下り: 最大 2 Gbps/上り: 最大 1 Gbps（帯域保証 - 下り・上り: 最低 10 Mbps以上）
  - プレミアム - 下り: 最大 2 Gbps/上り: 最大 1 Gbps（帯域保証 - 下り: 最低 30 Mbps以上/上り: 最低 30 Mbps以上）
  - エントリー - 下り: 最大 2 Gbps/上り: 最大 1 Gbps（帯域保証なし）
  - NEXT 10G - 下り: 最大 10 Gbps/上り: 最大 2.4 Gbps（帯域保証なし）
  - Fライン - フレッツ回線（地域IP網）を使用したNUROネットワーク網との接続サービス
- NUROリンク - 他社の基幹ネットワークとの直接接続サービス
  - Kライン - KDDIインターネット網との接続サービス
  - Sライン - ULTINA Internet網（ソフトバンク）との接続サービス
  - Nライン - 光コラボレーションでフレッツ回線（地域IP網）を利用した、NUROネットワークとの接続サービス
  - Iライン - アクセス回線にフレッツ回線（地域IP網）を利用した、IIJのIIJバックボーンネットワークとの接続サービス
  - トランジット - NUROネットワーク網とのトランジット接続サービス

## サービス
法人向けの「NURO biz」のサービスは、個人向けのサービスとは性質が大きく異なるので、記載を省略する。

### ネットサービス
有線LANポート×3ポート (最大: 1 Gbps)、2.4 GHz・5 GHzの周波数帯対応の無線LAN機能を装備した光回線終端装置 (ONU) が提供される。
ONU/ルーター機能の統合により、有線LANと無線LANを複数台の端末で使用した場合に合計でアクセス回線の2 Gbpsを活用できる。無線LAN（IEEE 802.11 a/b/g/n/acに対応。IEEE802.11acを使用した場合、最高 1.3 Gbps）接続を併用することでも、1 Gbps以上の速度で通信することできる。

### 電話サービス
IP電話サービスとして「NURO 光 でんわ」（月額基本料金500円）を提供する。一般の固定電話と同様の市外局番が使われる（0AB - J番号）プライマリ電話であるため、通話品質は固定電話と同等である。他社同様、番号ポータビリティに対応している。
ソフトバンクのIP電話基盤を使用しているため、電話番号を新規に取得する場合はソフトバンクに割り当てられている市内局番が使用されるほか、ソフトバンク系のIP電話との相互通話は無料となっている。無料通話の対象となるIP電話サービスはNURO 光 でんわ、ソフトバンクグループの「BBフォン」シリーズ・ホワイト光電話・おうちのでんわ、ソフトバンクがケーブルテレビ局向けに提供している「ケーブルライン」、TOKAIケーブルネットワークの「ひかりdeトークS」等。オプションとしてSo-net・ソフトバンクの提供する月額利用料無料の「ホワイトコール24」を契約すると、ソフトバンクの携帯電話・電話番号が090で始まるソフトバンク携帯電話関連のサービスへの通話料が無料となる。ソフトバンクでは、登録したソフトバンクの携帯電話から前述のIP電話回線への通話料が無料となる。「おうち割光セット」の申し込みの対象となっている。

### セキュリティ
カスペルスキーマルチプラットフォームセキュリティを最大5台まで無償でインストールして使用することができる。

### テレビサービス
2018年3月より「ひかりTV for NURO」として、テレビサービス・ビデオサービス（ビデオオンデマンド）が行われている。

### 初期費用、支払方法
初期費用は契約料の800円と、工事費は1,333.3円の30回払いの40,000円の計40,800円。工事費の一括払いはできない。現在のところ工事費は1,333.3円の29回を割り引くキャンペーンを行っているため、契約した最初の月に1,333.3円を1回払うだけで、2回目から30回目までの工事費負担はかからないようになっている。30か月に達する前に解約すると、未払い分の工事費を一括して支払う必要がある。
支払い方法は、価格.comなどクレジットカードのみ対応の代理店がある。ソニーストアとSo-net (ソネット)が提携したNURO 光契約時のPS4の割引キャンペーン（実質無料）もクレジットカードが必要になっている。電話申し込みの場合は口座引き落としが選択できる。デビットカードの使用はできない。ソネットは口座振替は200円の手数料が加算される。

## CM出演者
- 大泉洋（TEAM NACS）[17]
- 篠原涼子[17]
- 仲村瑠璃亜
- なかやまきんに君（Web CM）
- 木山裕策（Web  CM）
- 大森南朋
- ピエール瀧
- 門脇麦
- 加藤浩次
- 戸田恵梨香 - 現在のCMキャラクター